# Saquarema
Saquarema – miasto i gmina w Brazylii, w stanie Rio de Janeiro. Znajduje się w mezoregionie Baixadas i mikroregionie Lagos.
W mieście mają siedzibę kluby piłkarskie Boavista SC, Audax Rio i Sampaio Corrêa FE.